# NK Domžale
NK Domžale este un club de fotbal din Domžale, Slovenia.

## Jucători notabili
- Dalibor Stevanovič
- Samir Handanovič
- Janez Zavrl
- Branko Ilič
- Ermin Rakovič
- Sebastjan Cimirotič
- Zlatan Ljubijankič
- Haris Vučkić
- Sunday Chibuike